# Wagram (Sankt Pölten)
Wagram ([ˈvaːɡʀam]ⓘ) is een plaats in Neder-Oostenrijk.  Het was een zelfstandige gemeente tot het in 1923 een stadsdeel van Sankt Pölten werd.  Er wonen ruim 6.300 mensen. 
Wagram wordt van Sankt Pölten gescheiden door de rivier de Traisen; de verbinding wordt verzekerd door twee autobruggen; een derde brug wordt gepland. 